# Extinción masiva del Pérmico-Triásico

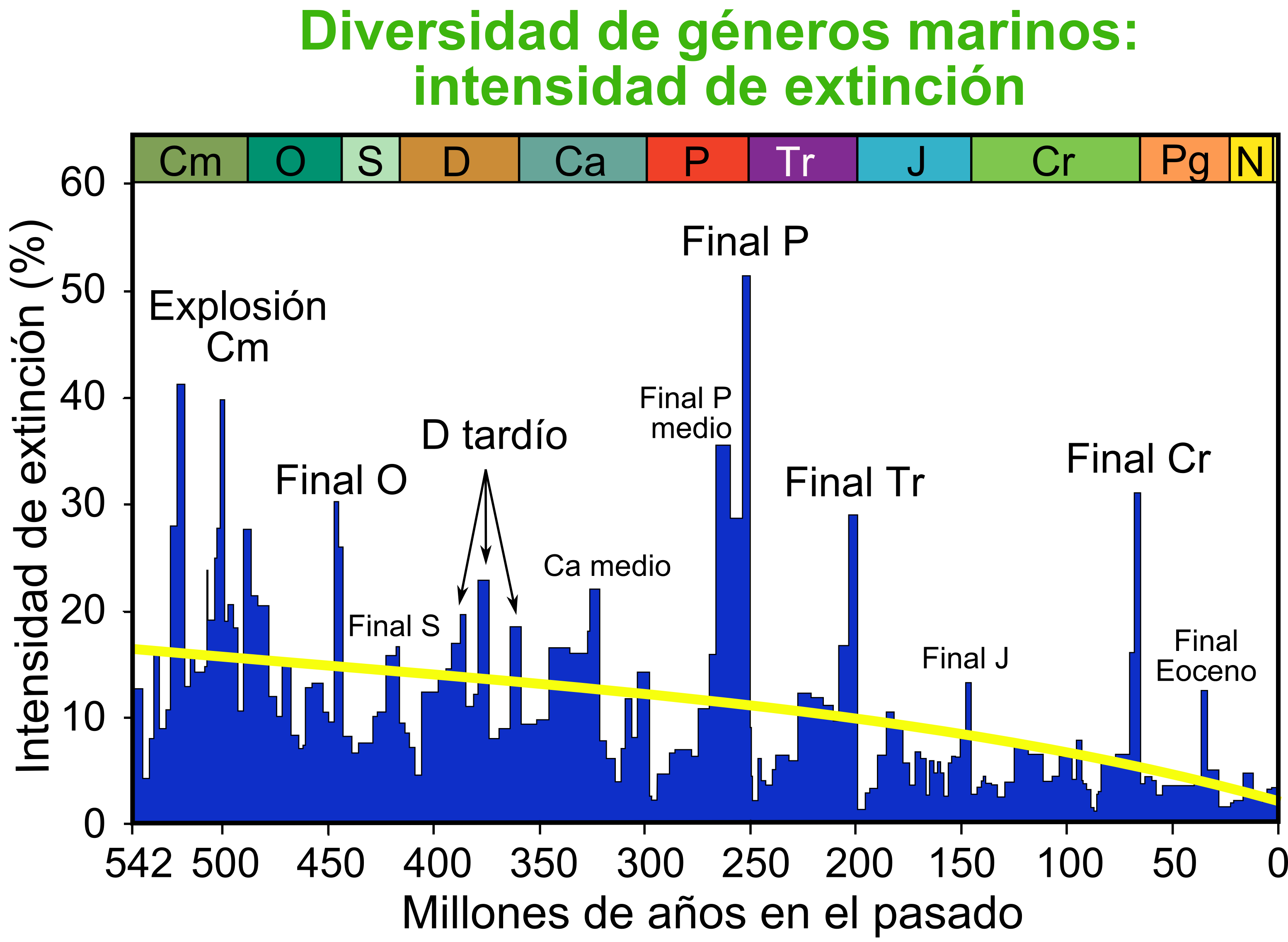
La extinción masiva del Pérmico-Triásico señalada como "Final P" en el gráfico.

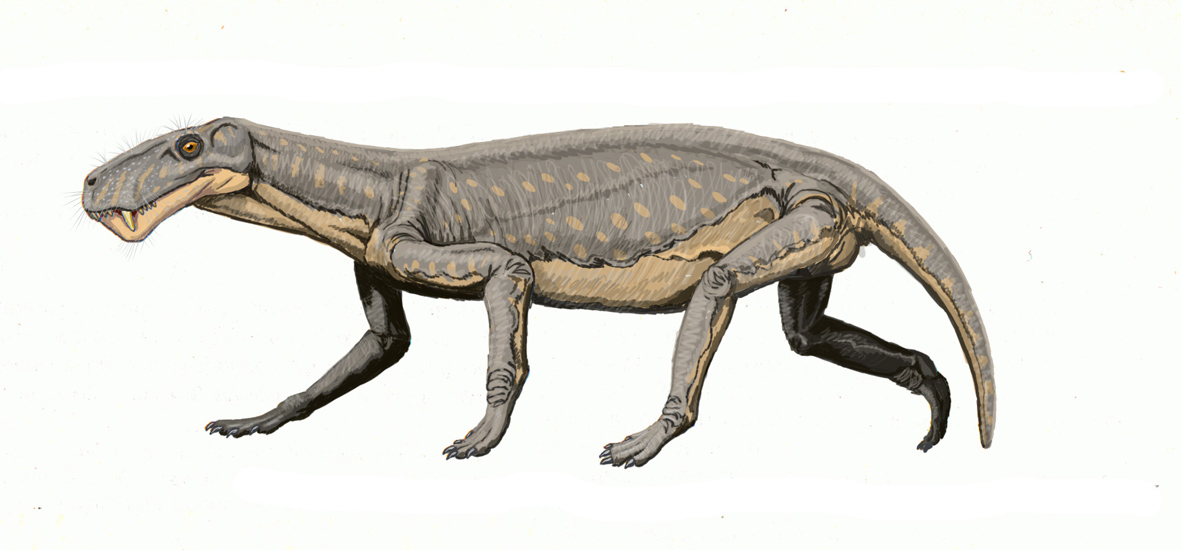
Lycaenops, un gorgonópsido, grupo que desapareció en la gran mortandad.

La extinción masiva del Pérmico-Triásico (PT), llamada también de manera informal «la gran mortandad», fue una extinción masiva ocurrida hace aproximadamente 250 millones de años y define el límite entre los períodos Pérmico y Triásico. Ha sido la mayor extinción ocurrida en la Historia de la Tierra. En ella desaparecieron aproximadamente el 81 % de las especies marinas y el 70 % de las especies de vertebrados terrestres. Con tan poca biodiversidad resultante, la vida tardó mucho tiempo en recuperarse. Numerosas ramas evolutivas del árbol de la vida fueron cercenadas, dejando muy pocos representantes disponibles para repoblar el planeta.
Las causas de la hecatombe biológica aún son desconocidas para la ciencia. Compiten varias hipótesis: un vulcanismo extremo, un impacto de un asteroide de gran tamaño y la liberación de ingentes cantidades de gases de invernadero atrapadas en los fondos oceánicos en forma de hidratos de metano. El problema dista mucho de estar cerrado, pero conociendo la gran resistencia de la vida en la Tierra, para producir semejante nivel de destrucción las especies debieron haberse visto atacadas desde varios frentes. Por ello, actualmente se cree en la posibilidad de una confluencia de factores que convergieron en el tiempo para producir el que, con gran diferencia, fue el evento de extinción y destrucción sobre la biosfera más devastador que la Tierra haya conocido.
La velocidad de recuperación de la extinción es discutida. Algunos científicos estiman que tardó 10 millones de años (hasta el Triásico Medio), debido tanto a la gravedad de la extinción como a que las condiciones sombrías volvieron periódicamente en el transcurso del Triásico Temprano, provocando nuevos episodios de extinción, como la extinción del límite Smithiano-Espático. Sin embargo, estudios realizados en Condado de Bear Lake, cerca de Paris (Idaho), y yacimientos cercanos en Idaho y Nevada mostraron una recuperación relativamente rápida en un ecosistema marino localizado del Triásico Inferior, que tardó unos 3 millones de años en recuperarse, mientras que en Italia se conoce una icnofósil inusualmente diversa y compleja menos de un millón de años después de la extinción de finales del Pérmico. Además, la compleja biota de Guiyang encontrada cerca de Guiyang, China, también indica que la vida prosperó en algunos lugares apenas un millón de años después de la extinción masiva. Las diferencias regionales en el ritmo de la recuperación biótica sugieren que el impacto de la extinción puede haberse sentido menos severamente en unas zonas que en otras, con un estrés ambiental y una inestabilidad diferenciales.

## Duración
Durante mucho tiempo se pensó que esta extinción masiva fue un proceso gradual que duró varios millones de años, pero nuevos indicios muestran que el evento duró menos de un millón de años, entre hace 252,3 y 251,4 millones de años (ambos valores con ±300 000 años), lo que es un tiempo relativamente corto si se tiene en cuenta la magnitud de la escala geológica. En todo el mundo los seres vivos sufrieron tasas de reducción de población similares, lo que parece indicar que se trató de un fenómeno global y no local, así como repentino, no gradual. Las nuevas pruebas obtenidas de los estratos en Groenlandia muestran trazas de una doble extinción. La primera de ellas, más suave, habría ocurrido nueve millones de años antes del final del Pérmico. Esta doble extinción es lo que había hecho pensar que la extinción masiva había durado varios millones de años.

## Causas
Se han propuesto muchas hipótesis sobre sus causas, incluidas el movimiento de las placas de la litosfera, el impacto de un objeto extraterrestre, actividad volcánica extrema y, más recientemente, un efecto invernadero producido por la liberación de hidrato de metano congelado del fondo de los mares (hipótesis del fusil de clatratos).

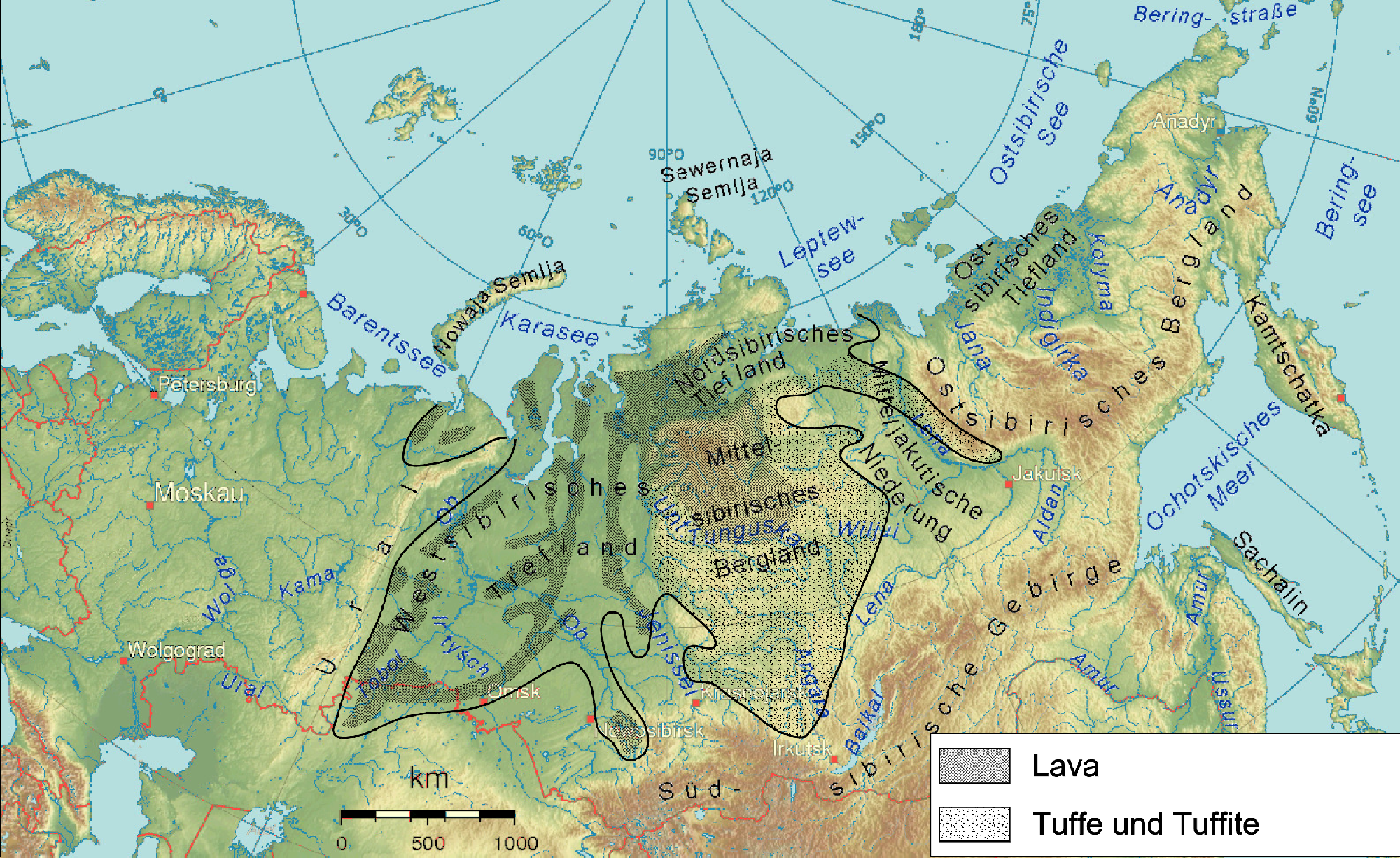
Extensión de las escaleras siberianas.

### Vulcanismo
En Siberia se produjeron erupciones masivas que produjeron enormes flujos de basalto que durarían miles de años. Las escaleras siberianas, o traps, forman actualmente una gran provincia en Siberia, en la que hace alrededor de 251 a 250 millones de años se produjo uno de los más grandes eventos volcánicos conocidos en los últimos 500 millones de años de la historia geológica de la Tierra. Hoy en día, el área cubierta por basalto es de aproximadamente 2 millones de km² y se estima que la original fue de 7 millones de km², con un volumen original de lava de 1 a 4 millones de km³. Basándose en la cantidad de lava se calcula que se liberó suficiente dióxido de carbono para aumentar la temperatura del planeta en 5 °C, aunque no lo suficiente como para matar al 95 % de las formas de vida.
Otro efecto del vulcanismo fue una extensa contaminación de los océanos por el incremento de las concentraciones de mercurio, especialmente en aguas someras y poco profundas, lugares de gran importancia para la actividad orgánica.

### Liberación de hidratos de metano
Esta teoría enlaza con la erupción del flujo de basalto. El calentamiento producido por las erupciones podría aumentar lentamente la temperatura del océano hasta descongelar los depósitos de hidrato de metano que hay debajo del fondo oceánico cerca de las costas. Esto liberaría a la atmósfera suficiente metano para elevar las temperaturas en 5 °C adicionales (el metano es uno de los gases de efecto invernadero más potentes). Esta hipótesis ayuda a explicar el aumento de los niveles de carbono-12 a mitad de la capa de transición del Pérmico-Triásico. También ayudaría a explicar por qué las fases uno y tres de la extinción se produjeron en la superficie y la fase dos en los lechos marinos (el comienzo de esta fase fue inmediatamente después del aumento de los niveles de C-12).

### Liberación de sulfuro de hidrógeno
Otra hipótesis involucra la liberación de sulfuro de hidrógeno en los océanos. Las aguas oceánicas profundas pierden periódicamente la totalidad de su oxígeno disuelto, lo que permite que las bacterias anaerobias (por ejemplo, las bacterias verdes del azufre) proliferen y produzcan sulfuro de hidrógeno. Si se produce una cantidad suficiente de sulfuro de hidrógeno, este sube a la atmósfera. Los niveles de sulfuro de hidrógeno, tóxico para la mayoría de  seres vivos, aumentarían drásticamente en unos pocos cientos de años.  Los modelos de este  fenómeno indican que el gas destruiría el ozono de la atmósfera superior y la radiación ultravioleta mataría a las especies que hubiesen sobrevivido a los gases tóxicos.

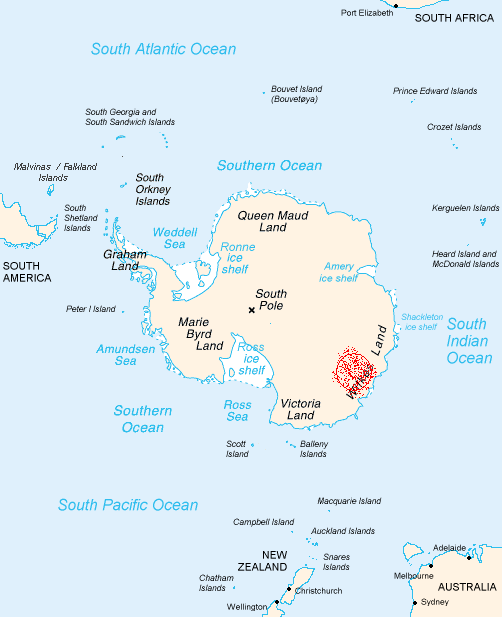
Mapa que señala en rojo el área del gran cráter de la Tierra de Wilkes.

### Impacto de un gran asteroide
En 2006 se encontró el gran cráter de un posible impacto de asteroide en la Tierra de Wilkes, en la Antártida. El cráter tiene un diámetro de alrededor de 500 kilómetros y está situado a una profundidad de 1,6 kilómetros bajo el hielo de la Antártida. Los científicos especulan que este impacto pudo haber causado la extinción del Pérmico-Triásico. A pesar de su edad, sólo ha podido determinarse en el amplio rango comprendido entre 100 millones y 500 millones de años atrás. También se especula que puede haber contribuido de alguna manera a la separación de Australia de la Antártida, que en ese momento formaban parte del supercontinente de Gondwana. Los niveles de iridio y el cuarzo fracturado en capa de transición Pérmico-Triásico difieren de los de la transición Cretácico-Paleógeno. No se conoce el impacto que pudo tener este meteorito, pues los fósiles hallados en Groenlandia muestran que la extinción pudo haber sido gradual, con una duración de alrededor de ochenta mil años, en tres fases distintas. Sin embargo, se especula que el impacto podría haber provocado una onda de tipo sísmico que a su vez produjo la ruptura de la corteza terrestre en el punto opuesto de la Tierra o antípoda. En este punto se encontraban en esa época las traps siberianas, por lo que la teoría del impacto concuerda con la hipótesis del vulcanismo.

## Recuperación biótica
Tras la extinción, la estructura ecológica de la biosfera actual evolucionó a partir de los taxones supervivientes. En el mar, la "Fauna Evolutiva Moderna" se convirtió en dominante sobre los elementos de la "Fauna Evolutiva Paleozoica". Los taxones típicos de las faunas bentónicas gelatinosas eran ahora bivalvos, caracoles, erizos de mar y Malacostraca, mientras que peces óseos y reptiles marinos diversificada en la zona pelágica. En tierra, dinosaurios y mamíferos surgieron en el transcurso del Triásico. El profundo cambio en la composición taxonómica fue en parte resultado de la selectividad del evento de extinción, que afectó a algunos taxones (por ejemplo, braquiópodos) más severamente que a otros (por ejemplo, bivalvos). Sin embargo, la recuperación también fue diferencial entre taxones. Algunos supervivientes se extinguieron algunos millones de años después del evento de extinción sin haberse rediversificado (Deuda de extinción), por ejemplo la familia de caracoles Bellerophontidae), mientras que otros ascendieron a la dominancia a lo largo de tiempos geológicos (por ejemplo, bivalvos).